# Limnophila verecunda
Limnophila verecunda är en tvåvingeart som beskrevs av Philippi 1866. Limnophila verecunda ingår i släktet Limnophila och familjen småharkrankar. Inga underarter finns listade i Catalogue of Life.